# 柳塔河

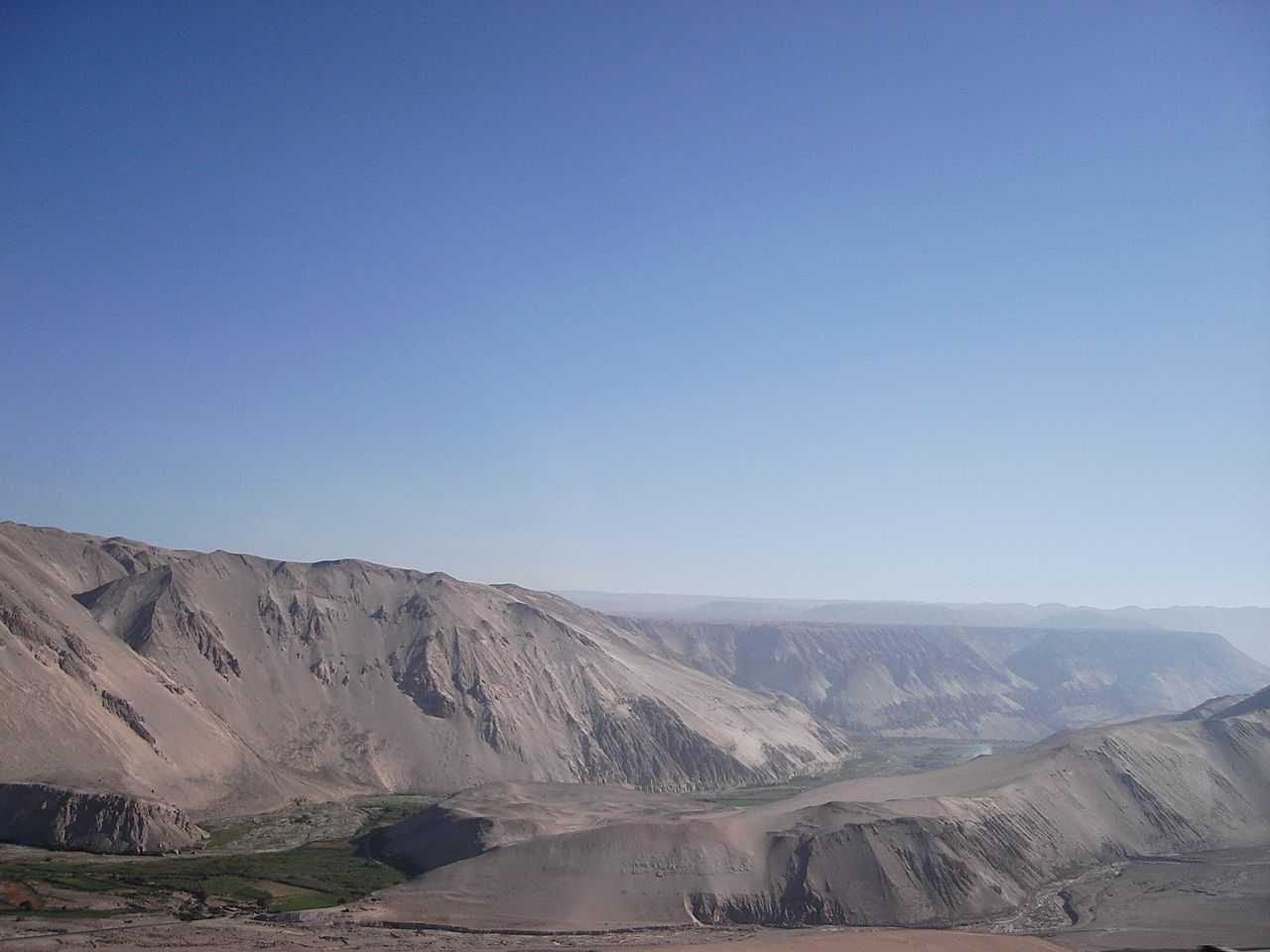
柳塔河谷

柳塔河（西班牙語：Río Lluta）是智利的河流，位於該國北部，由阿里卡和帕里納科塔大區負責管轄，河道全長147公里，集水區面積3,400平方公里，最終注入太平洋。
18°24′55″S 70°19′35″W / 18.41528°S 70.32639°W